# Синусний виконавчий механізм

Рис. 1. Синусний виконавчий механізм.

Синусний виконавчий механізм — різновид виконавчого механізму.
Синусний механізм, зображений на рисунку 1, призначено для перетворення поступального руху в обертовий. Він складається із штовхача 2, що рухається поступально, важеля 1 зі сферичним наконечником (знаходиться у коливальному русі). Ведучою ланкою може бути як штовхач, так і важіль.
Величина передатного відношення за цикл залишається постійною. Його миттєве значення визначають за положенням ланок механізму (кутом повороту φ).
Синусний виконавчий механізм широко застосовують у конструкціях маніпуляторів, важільних вимірювальних приладах, сільфонних манометрах, відцентрових тахометрах, потенціометрах тощо. Їх використовують як наближені механізми для відтворення лінійних залежностей.